# Brouwerij Verhaeghe
Brouwerij Verhaeghe Vichte is een Belgische bierbrouwerij in Vichte, West-Vlaanderen. De brouwerij is een familieonderneming.
De brouwerij ontstond in 1892 toen de halfbroers Paul en Adolf Verhaeghe een brouwerij-mouterij oprichtten. Paul was de zoon van Ivo Verhaeghe, die burgemeester was geweest in Vichte. Adolf trok zich al vroeg terug uit de brouwerij en zou later ook burgemeester worden in Vichte.

Tijdens de Eerste Wereldoorlog werd de brouwerij ontmanteld door de Duitse bezetter. Na de oorlog werd de brouwerij opnieuw gestart, maar wel aangepast om ook bieren van lage gisting te kunnen brouwen. In 1937 zetten de twee zonen van Paul, Victor en Léon Verhaeghe de brouwerij-mouterijactiviteit van hun vader verder. In de periode na WOII blijft de brouwerij speciaalbieren brouwen en zijn ze vooral bekend wegens hun West-Vlaamse roodbruine bieren. In 1951 behaalde ze voor haar Echte Kriek de eerste prijs bij een internationale proeverij in Luxemburg en in 1958 de eerste prijs met Vichtenaar tijdens de Internationale proeverij te Gent.
Brouwerij Verhaeghe is lid van de Belgian Family Brewers.

## Bieren
- Barbe d'Or (Goudbaard), blond, 7,5%
- Barbe Rouge (Roodbaard), koperrood, 8%
- Barbe Ruby, amber, 8,5%
- Barbe Rufa, amber, 8,0%
- Barbe Noël, Kerstbier, 7,2%
- Barbe Noire (Zwartbaard), donkerbruine stout van 9%
- Caves, Belgisch geuze-achtig bier, 5,8%
- Cambrinus, Belgische ale, 5,1%
- Christmas Verhaeghe, Kerstbier, 7,2%
- Duchesse de Bourgogne, Vlaams bruin, 6,2%
- Echt Kriekenbier, kriekenbier, 6.8%
- Poperings Nunnebier, blond, 7,2% (in opdracht van "Horecaservice Nevejan")
- Verhaeghe Pils, pils, 5,1%
- Vichtenaar, roodbruine ale, 5,1%
- Zerewever, amber, 7% (wordt sinds 1984 1 keer per jaar gebrouwen voor de kermis te Deerlijk)

## Externe links

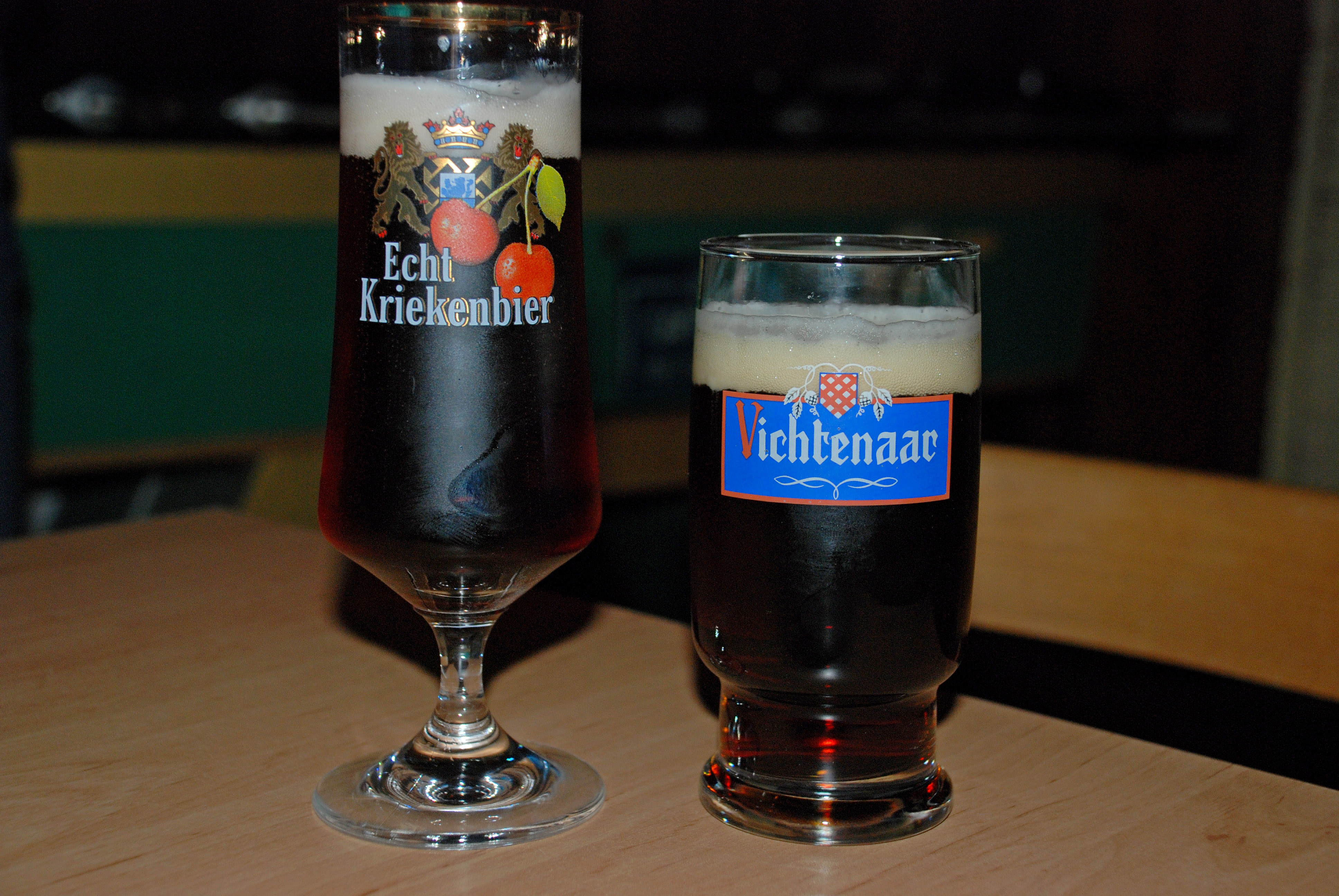
De producten - Vichtenaar en Echt Kriekenbier
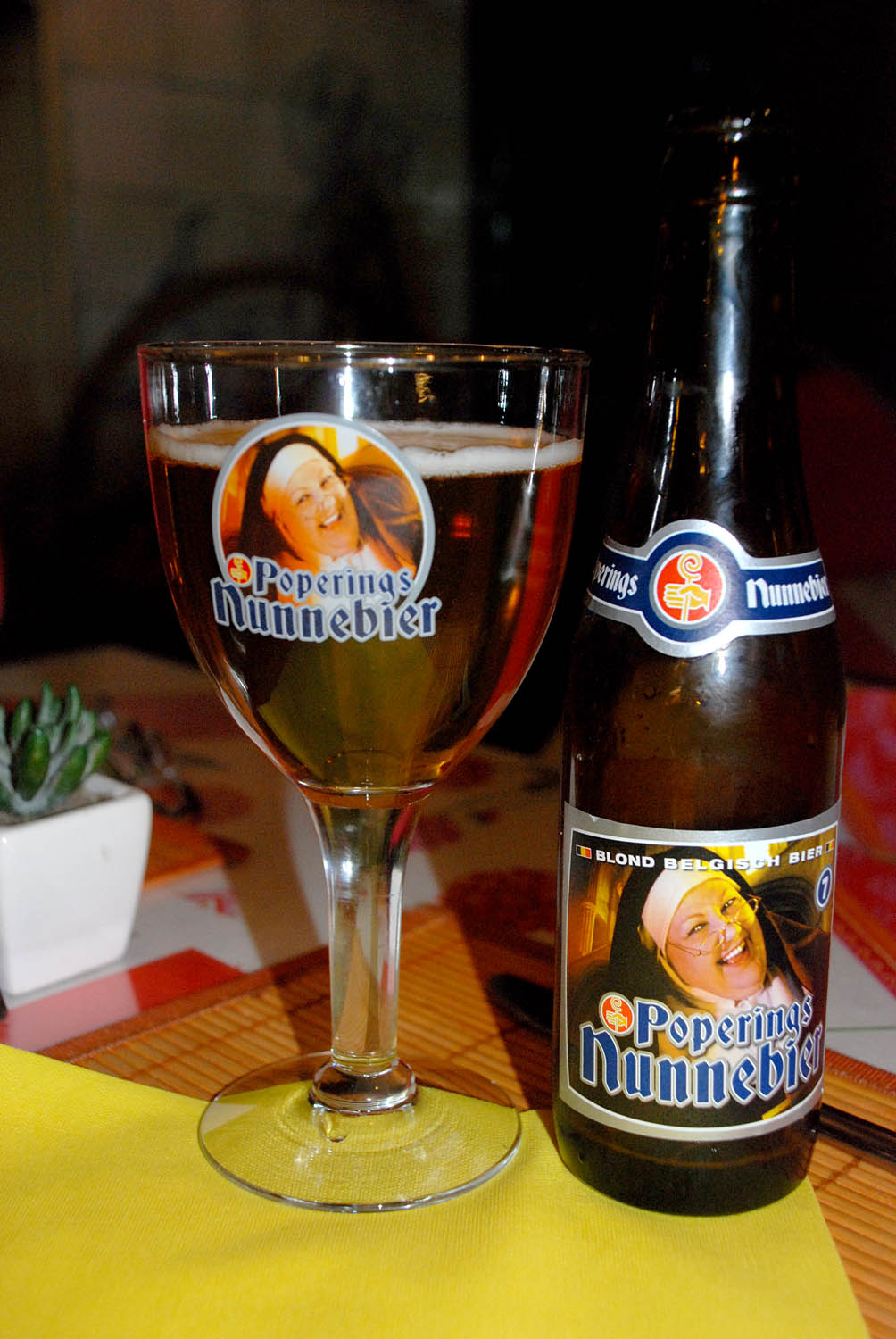

### Oude bieren
- Vera pelsch